# Basketball Diaries (film)
Pour le roman initial, voir The Basketball Diaries.
Pour plus de détails, voir Fiche technique et Distribution.
Basketball Diaries ou Chute libre au Québec (The Basketball Diaries) est un film américain réalisé par Scott Kalvert sorti en 1995, d'après le roman de Jim Carroll. Le film sort dans les salles françaises en mai 1998.

## Synopsis
Unis par une solide amitié et une passion commune pour le basketball, Jim et ses copains arrivent à l'âge des premières confrontations aux dures réalités de la vie. Jim tient son journal intime, mais ni l'écriture, ni le sport ne l'empêchent de devenir dépendant à la drogue. Renvoyé de l'école, mis à la porte de chez lui, il entame sa longue descente aux enfers.

## Fiche technique
- Titre : Basketball Diaries
- Titre québécois : Chute libre
- Titre original : The Basketball Diaries
- Réalisation : Scott Kalvert
- Scénario : Bryan Goluboff d'après le roman éponyme de Jim Carroll
- Musique : Graeme Revell
- Photographie : David Phillips
- Montage : Dana Congdon
- Production : Liz Heller et John Bard Manulis
- Société de production : New Line Cinema et Island Pictures
- Société de distribution : Légende Distribution (France) et New Line Cinema (États-Unis)
- Genre : Biopic et drame
- Durée : 102 minutes
- Date de sortie :
  -  États-Unis : 21 avril 1995
  -  France : 6 mai 1998

## Distribution
Légende : VQ = Version Québécoise ; VF = Version française
- Leonardo DiCaprio (VF : Damien Witecka ; VQ : Joël Legendre) : Jim Carroll
- Lorraine Bracco (VF : Anne Jolivet ; VQ : Marie-Andrée Corneille) : la mère de Jim
- Marilyn Sokol (en) : Femme chantant
- James Madio (VF : Hervé Rey) : Pedro
- Patrick McGaw (en) (VF : Emmanuel Karsen) : Neutron
- Mark Wahlberg (VF : Matthieu Tribes ; VQ : Gilbert Lachance) : Mickey
- Ernie Hudson (VF : Sylvain Lemarié) : Reggie
- Juliette Lewis (VF : Nathalie Spitzer ; VQ : Aline Pinsonneault) : Diane Moody
- Roy Cooper (VF : Michel Fortin) : Père McNulty
- Bruno Kirby (VF : Michel Mella ; VQ : Sébastien Dhavernas) : Swifty
- Jimmy Papiris : Iggy
- Toby Huss : Kenny, le frère violent de Mickey
- Nick Gaetani : Referee
- Michael Imperioli (VF : Jean-François Vlérick ; VQ : Antoine Durand) : Bobby
- Michael Rapaport (VQ : Benoît Rousseau) : skinhead

## Autour du film
- Mark Wahlberg et Leonardo DiCaprio partagent tous deux l'affiche dans Les Infiltrés sorti en 2006.
- Leonardo DiCaprio et Juliette Lewis avaient déjà partagé l'affiche dans Gilbert Grape.
- Le film est tiré du livre autobiographique écrit par l'auteur américain Jim Carroll publié en 1978. Il y décrit la décadence de Jim, joueur de basket-ball brillant, dans le New York des années 1960. L'écriture d'un journal intime et la passion qu'il a pour le basket ne l'empêcheront pas de sombrer dans la dépendance à l'héroïne, de se faire renvoyer de son école ainsi que de son équipe, de se brouiller avec sa mère et ses amis. Jim Carroll y fait également un caméo.